# Breznica (Chorvatsko)
Breznica je vesnice a správní středisko stejnojmenné opčiny v Chorvatsku ve Varaždinské župě. Nachází se asi 14 km severovýchodně od města Sveti Ivan Zelina, 15 km jihozápadně od města Novi Marof a asi 31 km jihozápadně od Varaždinu. V roce 2011 žilo v Breznici 814 obyvatel, v celé opčině pak 2 200 obyvatel. Breznica je nejjižnější opčinou Varaždinské župy.
V opčině se nachází celkem deset trvale obydlených vesnic:
- Bisag – 154 obyvatel
- Borenec – 120 obyvatel
- Breznica – 814 obyvatel
- Čret Bisaški – 18 obyvatel
- Drašković – 415 obyvatel
- Jales Breznički – 142 obyvatel
- Jarek Bisaški – 204 obyvatel
- Mirkovec Breznički – 97 obyvatel
- Podvorec – 142 obyvatel
- Tkalec – 94 obyvatel

Těsně kolem Breznice prochází dálnice A4, přímo zde se však na ní nenachází žádný exit. Územím opčiny rovněž prochází státní silnice D3 a župní silnice Ž2174, Ž2207 a Ž2244. Protéká zde řeka Lonja.